# Бинерт, Рихард
Рихард Бинерт (нем. Richard Bienert; 5 сентября 1881[…], Смихов, Цислейтания — 3 февраля 1949, Прага) — чешский высокопоставленный полицейский и политический деятель. В заключительной фазе Второй мировой войны занимал пост председателя правительства протектората Богемии и Моравии. После войны был арестован и приговорен к тюремному заключению за коллаборационизм.

## Биография

### Ранние годы
Бинерт родился в Праге, происходил из семьи пражского клерка работающего в магистрате города. Некоторые из его предков имели немецко-чешское этническое происхождение и ассимилировались в чешском обществе. После учебы в гимназии, изучал право на юридическом факультете Карловом университете.  
С 1906 года он работал полицейским чиновником в Праге, постепенно проработал в нескольких пражских полицейских комиссариатах. С 1912 года работал мелким чиновником в главном полицейском управлении Праги. С 1916 году стал работать в разведывательном отделе управления. В январе 1918 года стал сотрудником пражского полицейского президиума. Во время Первой мировой войны, будучи преданным государственным чиновником, Бинерт тесно сотрудничал с движением за независимость Чехословакии, а конкретно с одним из его лидеров Пржемыслом Шамалем. Именно это открыло ему двери к высшим постам полиции, вскоре после провозглашения независимости Чехословакии в октябре 1918 года, тот был вознаграждён назначением на должность директора пражской полиции. 

### Первая Республика
На должности директора пражской полиции пробыл до 20 мая 1920, после чего был назначен полицейским президентом столичного города Праги. На посту полицейского президента, произвёл реорганизацию пражской полиции в условиях новой политической реальности. Благодаря нему, полиция эпохи Первой Республики имела большой престиж и авторитет, не только в стране, но и по целой Европе. 
В 1925 году стал вице-президентом Регионального политического управления Богемии, а в 1939 году - богемским региональным президентом.

### В годы немецкой оккупации
Спустя полгода после немецкой оккупации Чехословакии в марте, в день начала Второй мировой войны, 1 сентября 1939 года, Бинерт арестован немцами. Однако его очень быстро освободили, после ходатайства президента Гахи и потребовав от него принести клятву верности. Также, он оставался во главе региональной полиции Богемии до 1942 года. После ареста Гейдрихом премьер-министра Элиаша, Бинерт решил принять предложение войти в новый кабинет Ярослава Крейчи. В 1942 году был назначен министром внутренних дел Протектората Богемии и Моравии. Его назначению, среди прочего, способствовал конфликт между одним руководителей оккупационной власти Карлом Германом Франком и бывшим министром внутренних дел Йозефом Ежеком. 12 марта того же года, Бинерт был назначен вице-премьером правительства Протектората.
Спустя три года правления премьер-министра Ярослава Крейчи, 19 января 1945 года, Бинерт стал новым премьер-министром правительства. Ярослав Крейчи продолжил быть министром юстиции, а Бинерт министром внутренних дел. Одновременно фактически исполнял обязанности тяжело больного президента Гахи. Был одним из немногих, кто был награждён протекторатной наградой – Орлом Святого Вацлава первой степени с золотым венком. Был одним из членов делегации, отправленной Карлом Франком на Запад в конце апреля 1945 года с предложением сепаратного мира и совместной борьбы против СССР. Однако переговоры провалились.
5 мая 1945 года, Бинерт встретился с Франком и попросил его передать власть. Однако попытка провозгласить ликвидацию Протектората и создания «Чешско-Моравской Республики» провалилась, поскольку перед обсуждением текста заявления, в городе началась стрельба. Франк попросил Бинерта обратиться по радио ко всем пражанам с призывом к спокойствию и порядку, которые необходимы для передачи власти. Бинерт намеревался выступить по пражскому радио с заявлением о ликвидации Протектората, но не смог этого сделать, поскольку был арестован повстанцами в зале вещания мэрии. Историк и один из лидеров Сопротивления, Альберт Пражак подтвердил, что «Чешский национальный совет» не рассчитывал на его участие в восстании, но что он уже в 1944 году был проинформирован о возможности использования Бинерта в восстании, особенно с учётом популярности, которой он всё ещё пользовался в полиции и жандармерии.

### После войны
После окончания войны Бинерта судили за измену и коллаборационизм с нацистами, но из-за множества смягчающих обстоятельств он был приговорен только к трём годам тюремного заключения. Из-за слабого здоровья он был досрочно освобожден в 1947 году и умер в Праге два года спустя.